# Platja Nova
La platja Nova és una platja urbana del municipi de Roses (Alt Empordà), situada entre els espigons de la riera dels Ginjolers i el rec d'En Forquilla, on comença la platja del Rastell. Aquestes dues platges, juntament amb la platja del Salatar, formen la localment anomenada platja Gran, que va des de la platja de Santa Margarida fins als espigons de la riera dels Ginjolers, amb un total de 1.300 metres.
Té una longitud de 450 metres, de sorra fina i aigües poc profundes i clares. Està flanquejada pel passeig marítim, on hi ha l'escultura Homenatge dels pescadors prop de la platja. L’any 2003 va obtenir el certificat de qualitat ambiental EMAS i ISO 14.001.